# Samtgemeinde Wesendorf
 Samtgemeinde Wesendorf es una municipal unión ubicada al sur del Landkreises Gifhorn en Niedersachsen (Alemania). El Papenteich fue fundado de 1970 e incluye 6 municipalidades locales con 17 pueblos. Actualmente su población es 14,576

## Composición Municipalunión
| municipalidades locales con pueblos | municipalidades locales con pueblos | municipalidades locales con pueblos | municipalidades locales con pueblos | municipalidades locales con pueblos                                     |
| ----------------------------------- | ----------------------------------- | ----------------------------------- | ----------------------------------- | ----------------------------------------------------------------------- |
| Municipal                           | Habitantes br />(31. Dez 2003)      | Superficie km²                      | Densidad de población               | pueblos                                                                 |
| Municipal Groß Oesingen             | 2 029                               | 57,44                               | 35                                  | Groß Oesingen, Klein Oesingen, Mahrenholz, Schmarloh, Texas, Zahrenholz |
| Municipal Schönewörde               | 983                                 | 17,73                               | 55                                  | Schönewörde                                                             |
| Municipal Ummern                    | 1 593                               | 40,32                               | 40                                  | Pollhöfen, Ummern                                                       |
| Municipal Wagenhoff                 | 1 150                               | 4,32                                | 266                                 | Wagenhoff                                                               |
| Municipal Wahrenholz                | 3 839                               | 57,99                               | 66                                  | Betzhorn, Teichgut, Wahrenholz, Weißen Berge, Weißes Moor               |
| Municipal Wesendorf                 | 4 982                               | 31,23                               | 160                                 | Wesendorf, Westerholz (Wesendorf)                                       |

- Wikimedia Commons alberga una galería multimedia sobre Gifhorn.

- Datos: Q531335
- Multimedia: Samtgemeinde Wesendorf / Q531335